# Gesetz zur Neugliederung von Gemeinden des Landkreises Warendorf
Das Gesetz zur Neugliederung von Gemeinden des Landkreises Warendorf wurde am 27. Juni 1969 verkündet und gliederte 9 Gemeinden des Landkreises Warendorf neu. Außerdem wurden die Ämter Sassenberg und Freckenhorst aufgelöst.
Durch das Münster/Hamm-Gesetz erfolgte zum 1. Januar 1975 eine weitere Neugliederung von Gemeinden des Kreises Warendorf. Der bisherige Kreis Warendorf (1. Januar 1939 – 30. September 1969: Landkreis Warendorf) wurde aufgelöst und die Städte und Gemeinden überwiegend dem neuen Kreis Warendorf zugeordnet. Lediglich Harsewinkel kam zum neuen Kreis Gütersloh.

## Kurzbeschreibung
| § 1 | Zusammenschluss der Stadt Sassenberg und der Gemeinde Füchtorf zu neuen Stadt Sassenberg, Eingliederung der Gemeinden Dackmar und Gröblingen und von Flurstücken aus der Stadt Warendorf, Auflösung des Amtes Sassenberg, Rechtsnachfolgerin Stadt Sassenberg |
| § 2 | Eingliederung der Gemeinden Velsen und Vohren in die Stadt Warendorf und von Flurstücken der Gemeinden Dackmar und Gröblingen und der Stadt Sassenberg |
| § 3 | Eingliederung der Gemeinde Hoetmar in die Stadt Freckenhorst, Auflösung des Amtes Freckenhorst, Rechtsnachfolgerin Stadt Freckenhorst |
| § 4 | Bestätigung von Gebietsänderungsverträgen und -bestimmungen |
| § 5 | Zuordnung von Sassenberg zum Amtsgericht Warendorf |
| § 6 | Auflösung der Stadträte von Freckenhorst und Warendorf |
| § 7 | Inkrafttreten am 1. Juli 1969 |